# 버킹엄 분수

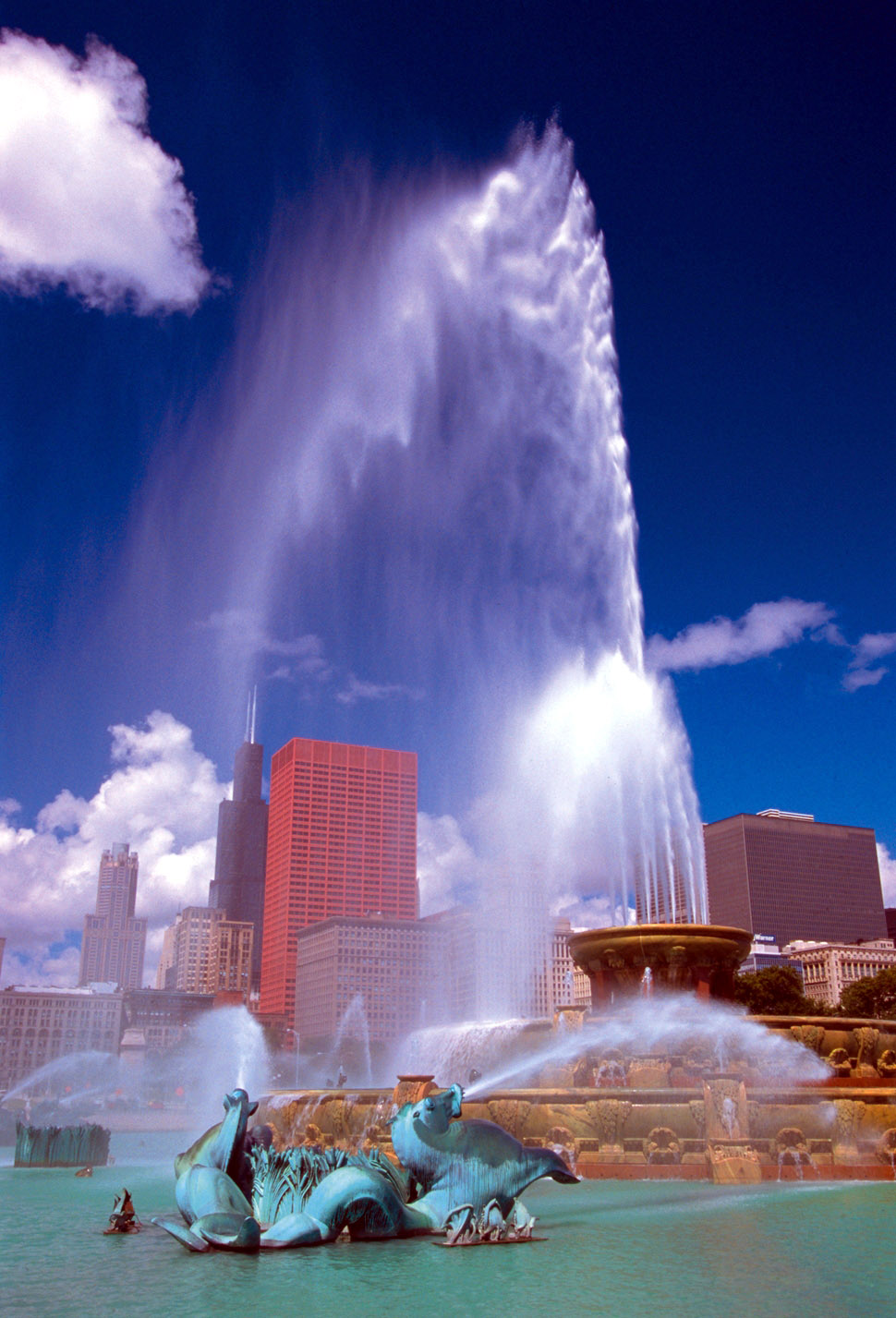
버킹엄 분수

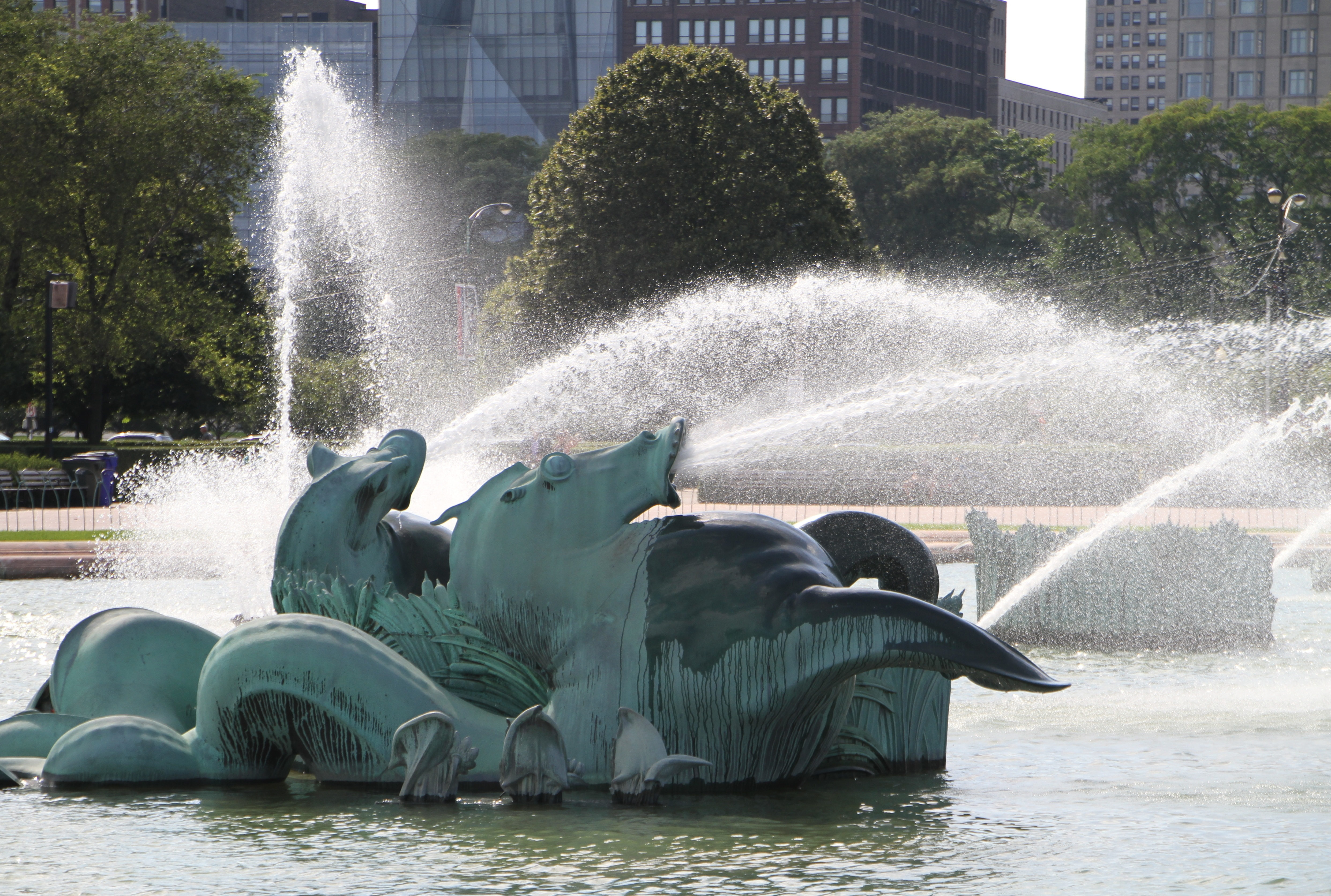
버킹엄 분수의 조각

버킹엄 분수(Buckingham Fountain)는 미국 일리노이주 시카고 그랜트 파크 내에 있는 분수이다.

## 역사
1927년 케이트 버킹엄이 오빠 클래런스 버킹엄을 추도하기 위해 75만 달러의 비용으로 건설되어 도시에 기부하였다. 분수의 공식 명칭은 클래런스 버킹엄 기념 분수(Clarence Buckingham Memorial Fountain)이다.

## 개요
분수는 오전 8시부터 오후 11시까지 4월 중순부터 10월까지 작동한다. 물 쇼는 매 정시에 이루어지며 물 뿐만 아니라 조명 쇼도 같이 이루어진다.

## 대중문화 속의 분수
- 2004년 《어메이징 레이스 6》의 출발지로 사용되었다.